# Tibitin manu
Tibitin manu är en sjöpungsart som beskrevs av Monniot 1987. Tibitin manu ingår i släktet Tibitin och familjen Styelidae. Inga underarter finns listade i Catalogue of Life.